# Allegoria della Calunnia

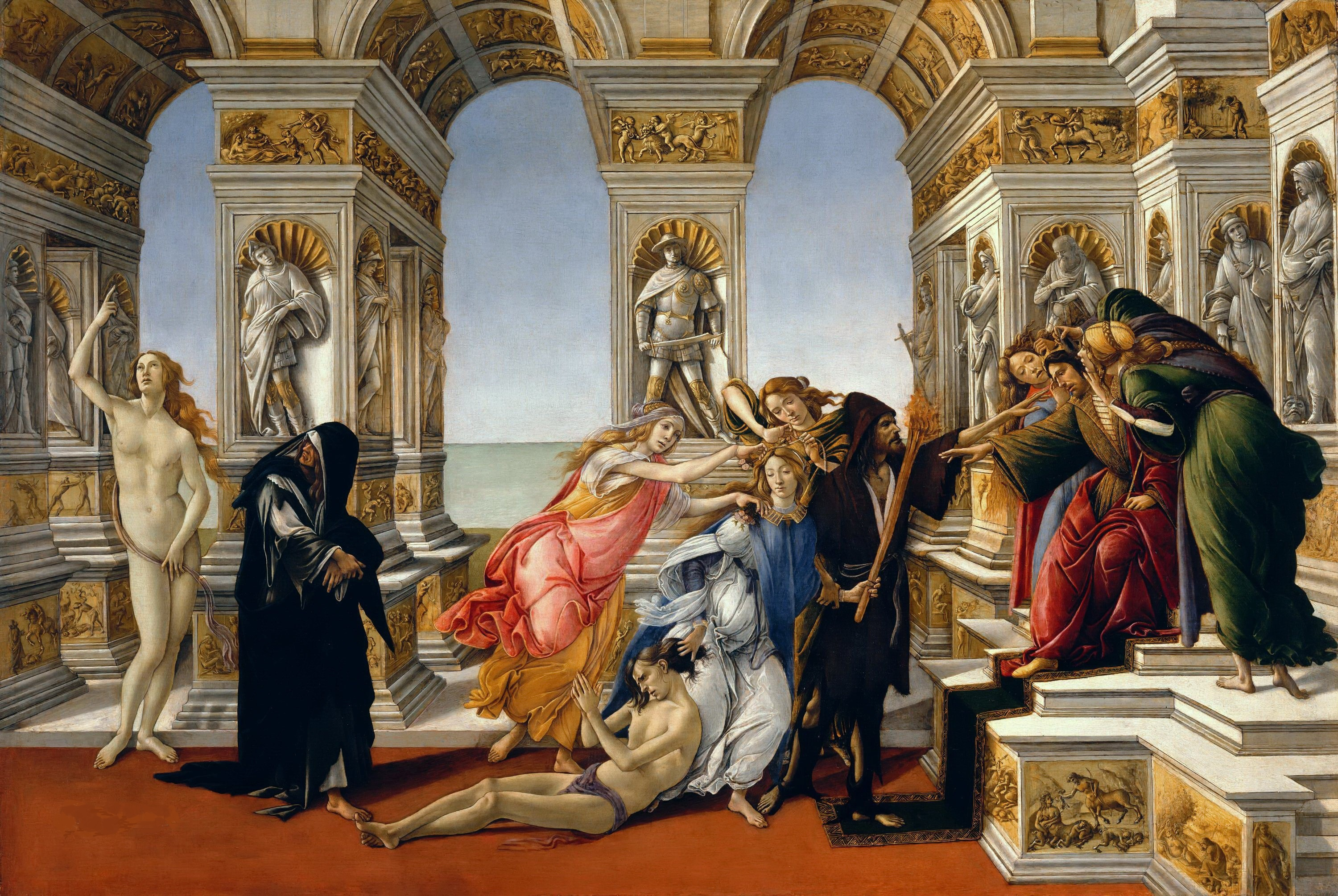
Calunnia di Apelle di Botticelli.

L'Allegoria della Calunnia è una grande tavola allegorica dipinta da Apelle nel IV secolo a.C., oramai perduta, rappresentante la Calunnia ed altre allegorie.
Tracce delle figure che dovevano far parte dell'Allegoria della Calunnia, descritta da Luciano di Samosata, sono state rinvenute nella ceramografia apula contemporanea ad Apelle.

## Storia
L'opera venne realizzata da Apelle in risposta a un'accusa calunniosa del rivale Antifilo di aver congiurato contro Tolomeo, supportando il governatore della Fenicia Teodoto nella cospirazione di Tiro. Apelle venne scagionato da un prigioniero e Tolomeo, pentito, gli regalò cento talenti d'oro e consegnò Antifilo come schiavo.
In realtà la congiura cui Luciano allude avvenne al tempo di Tolomeo IV Filopatore, quando Apelle, contemporaneo invece di Tolomeo I, era morto da quasi un secolo. Polibio ha infatti tramandato la vicenda della cospirazione contro il Filopatore, senza fare riferimento ad Apelle.

## Descrizione

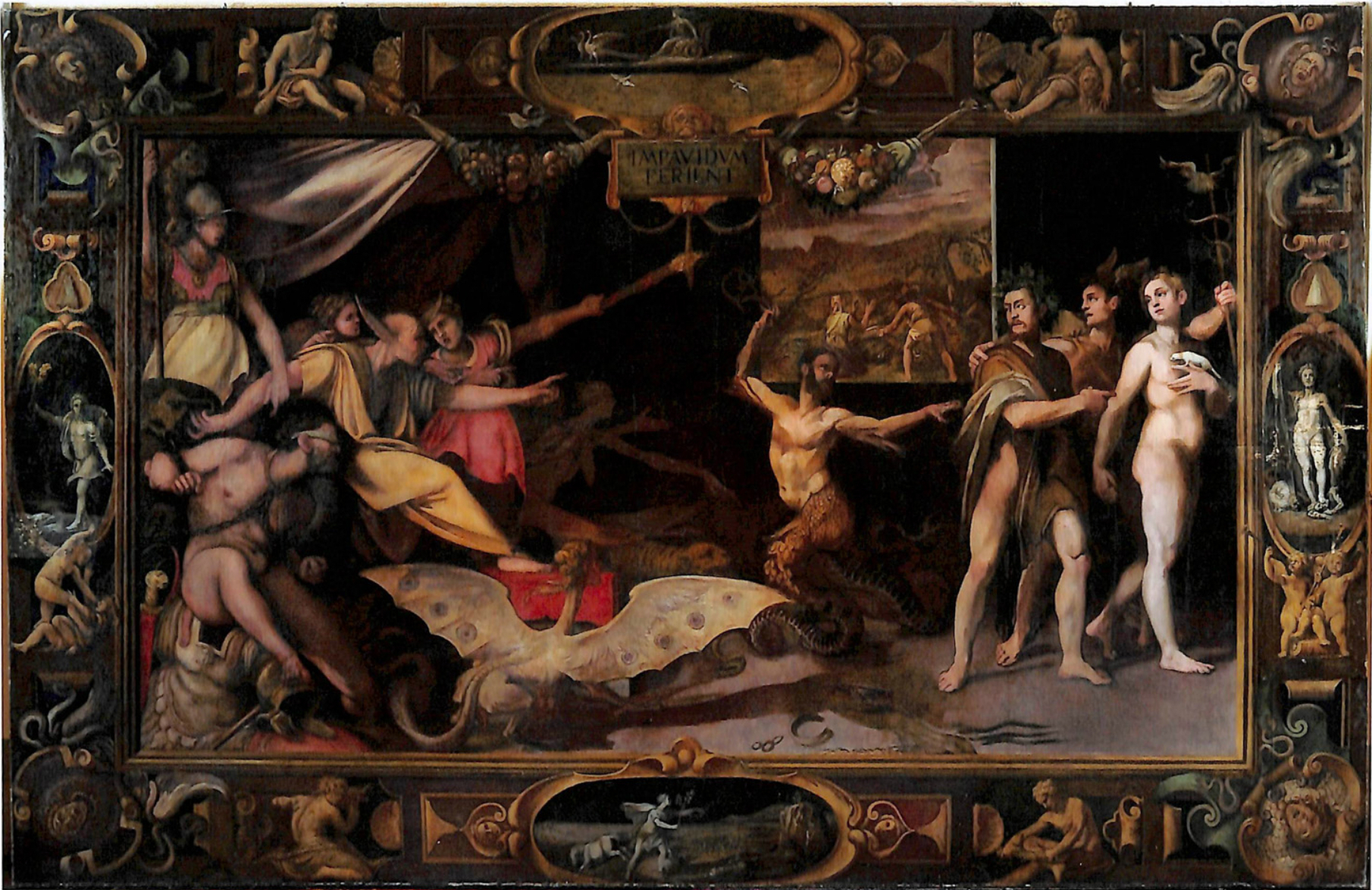
La Calunnia di Federico Zuccaro.

L'opera rappresentava un re seduto con delle orecchie lunghissime e con la mano protesa in avanti, che ricordava il re Mida come prototipo del cattivo giudice; su ciascuno dei lati del re era rappresentata una figura che gli sussurra nelle orecchie cattivi consigli: il Sospetto e l'Ignoranza. 
Davanti al re, avanzava una donna molto bella e ben vestita, con sembiante fiero, astuto e al tempo stesso adirato; con la sinistra teneva una fiaccola accesa e con la destra trascinava per i capelli un giovane, l'Innocenza, il quale pareva che con gli occhi e le mani levate al cielo gridasse misericordia e chiamasse gli Dei a testimoniare della sua vita senza colpe. A guidare la marcia davanti alla Calunnia, era un uomo pallido, magro, brutto e di aspetto crudele, il quale ricordava un armigero o chi avesse consumato una vita fra fatti d’arme, chiamato il Livore.
A seguire la Calunnia, seguivano due altre figure che si pensa fossero l'Inganno e l'Insidia, sue serve, atte nell'accomodare i suoi ornamenti. Dopo di queste era la Penitenza, atteggiata di dolore e vestita di panni bruni e sporchi, la quale si batteva il corpo e sembrava che si guardasse dietro, verso la Verità in forma di donna modesta e pudica nella sua nuditàe nel suo completo amore per le persone.

## Influenze
L'opera, molto nota ed apprezzata nell'antichità, ispirò numerose opere successive. Molte delle opere di epoca moderna sono basate sulla descrizione fatta da Luciano:
- Calunnia di Apelle di Sandro Botticelli, 1496.
- Calunnia di Apelle, disegno di Raffaello Sanzio, 1500 circa, Museo del Louvre, Parigi.

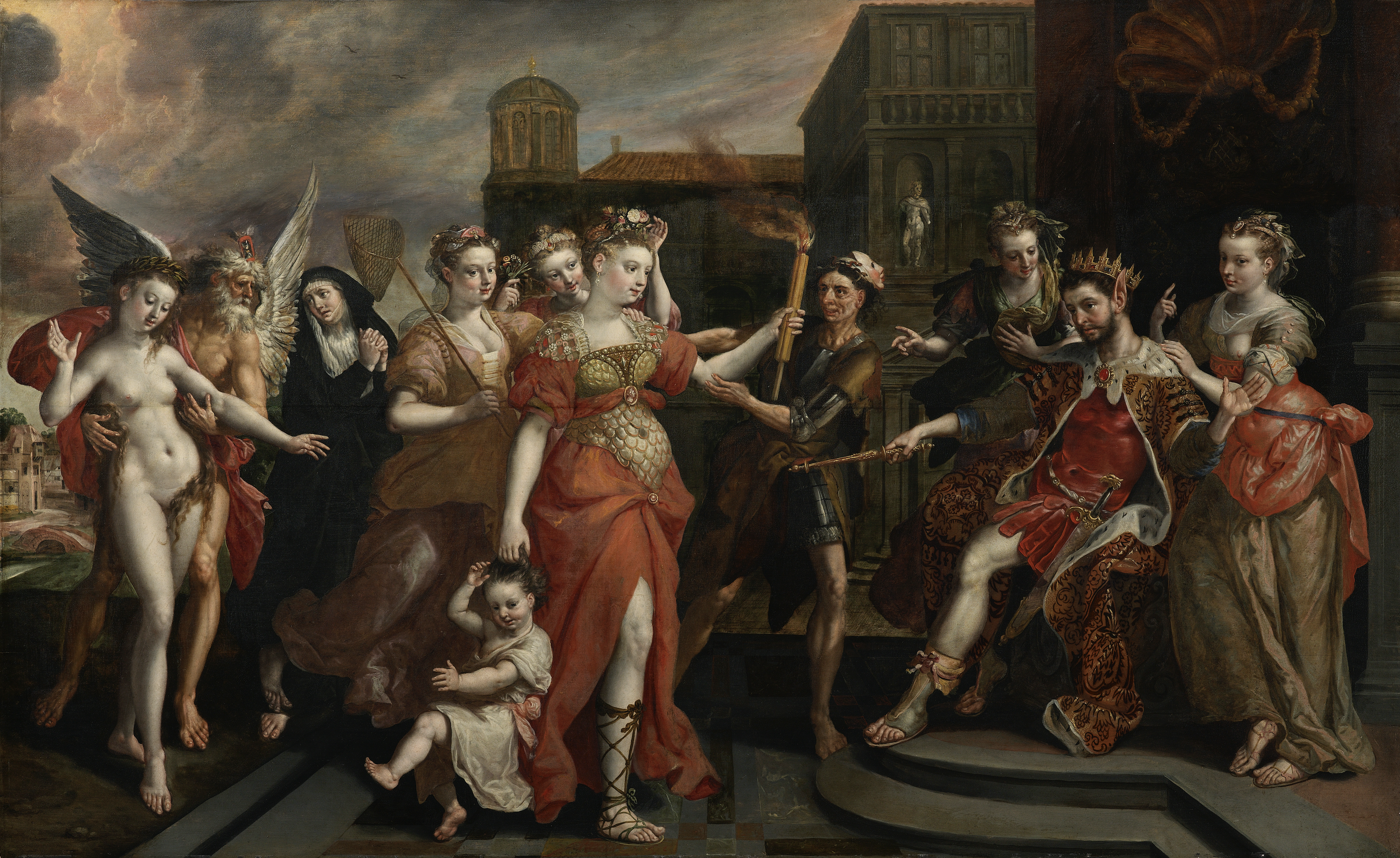
Calunnia di Apelle di Maerten de Vos.

- Allegoria della Calunnia di Lorenzo Leonbruno, inizio XVI secolo, Pinacoteca di Brera, Milano[6].
- Scena allegorica con la Calunnia, disegno di Andrea Mantegna, 1504-1506, British Museum, Londra.
- La Calunnia di Apelle, Girolamo Mocetto, 1510 circa, basato sul disegno di Mantegna[7].
- Calunnia di Apelle di Franciabigio, circa 1513.
- Calunnia, Antonio Toto della Nuziata, 1539, offerta dall'artista a Enrico VIII[8].
- Calunnia di Apelle di Federico Zuccari, 1572.
- Calunnia di Apelle di Gaspare Venturini, 1572, commissionata da Cesare d'Este per decorare il Palazzo dei Diamanti[8].
- Calunnia di Apelle di Maerten de Vos, 1594.
- Calunnia di Apelle di Rubens, 1637 circa, dove la Calunnia è rappresentata come un satiro che tira la lingua, basata sulla composizione di Zuccari[8].